# NGC 921
NGC 921 (również PGC 9287) – galaktyka spiralna (Sc), znajdująca się w gwiazdozbiorze Wieloryba. Odkrył ją Ormond Stone 6 stycznia 1886 roku.
W galaktyce tej zaobserwowano do tej pory jedną supernową – SN 2007E.